# Акакий (Станкович)
Епископ Акакий (серб. Епископ Акакије, в миру Неманя Станкович, серб. Немања Станковић; род. 22 июня 1971, Осиек) — архиерей неканонической Сербской истинно православной церкви, её предстоятель (с 2011), епископ Утешительевский (с 2013).

## Биография
Родился 22 июня 1971 года в городе Осиеке в Хорватии в семье Миролюба и Слачаны Станковичей.
В юности был подвижным подростком и одно время состоял в движении скинхедов. После окончания средней школы со специализацией в области дизайна в Нови-Саде, поступил послушником в Ковильский монастырь Бачской епархии близ города Нови-Сада. После восьмимесячного пребывания в монастыре, в 1991 году оставил обитель, посчитав, что жизнь в ней не соответствует монашеским идеалам (настоятелем монастыря на тот период был Порфирий (Перич)).
Около двух месяцев пребывал в братии Почаевской лавры на Украине, после чего отправился на Афон, где неофициально проживал в Кареи в келии, принадлежащей монастырю Пантократор у сербского монаха Рафаила из Банатской епархии.
На Афоне познакомился с зилотами и братией монастыря Эсфигмен, вышедшими из подчинения Константинопольскому патриархату, после чего, проживая в Афинах по болезни, связался с митрополитом Хризостомом (Киусисом) в его резиденции в Коринфе на Пелопоннесе. В юрисдикции греков-старостильников был заново крещён, пострижен архимандритом Филаретом из Монастыря Ваиофорос в великую схиму с именем Акакий в честь преподобного Акакия Капсокаливита.
В 1996 году вернулся в Сербию, где на даче своих родителей во Фрушка-Гора устроил мужской монастырь свв. Кирилла и Мефодия, ставший подворьем Монастыря Эсфигмен. В 1997 году рукоположен во иеромонаха.
В 2003 году на праздник Крестовоздвижения неофициально посетил женский Монастырь Йелица в Стенике, где после разговора с ним в Сербскую истинно православную церковь перешло несколько инокиней и послушниц во главе игуменией Евфросинией (Николич), основавших Свято-Иоанновский монастырь Новый Стьеник.
15 августа 2011 года архиепископом Омским и Сибирским Тихоном (Пасечником), архиепископом Кубанским и Черноморским Вениамином (Русаленко) и епископом Черниговским и Гомельским Гермогеном (Дуниковым) был рукоположен в сан епископа Ресавско-Шумадийского для Сербской истинно православной церкви.
2 ноября 2011 года Синод РИПЦ удовлетворил просьбу епископа Акакия о принятии его временно в состав Синода РИПЦ с сохранением его статуса единственного епископа Церкви Сербии. Таким образом, возникла неопределённая в каноническом отношении ситуация, когда в права управления автокефальной Сербской Церковью вводятся епископы Российской Церкви, и, пусть чисто формально, епископ Сербской Церкви получает голос в делах управления Российской Церкви.
25 октября 2013 года, в связи с учреждение на территории Сербии второй епископской кафедры, титут предстоятеля был изменён на епископ Утешительевский.